# Dave Lister

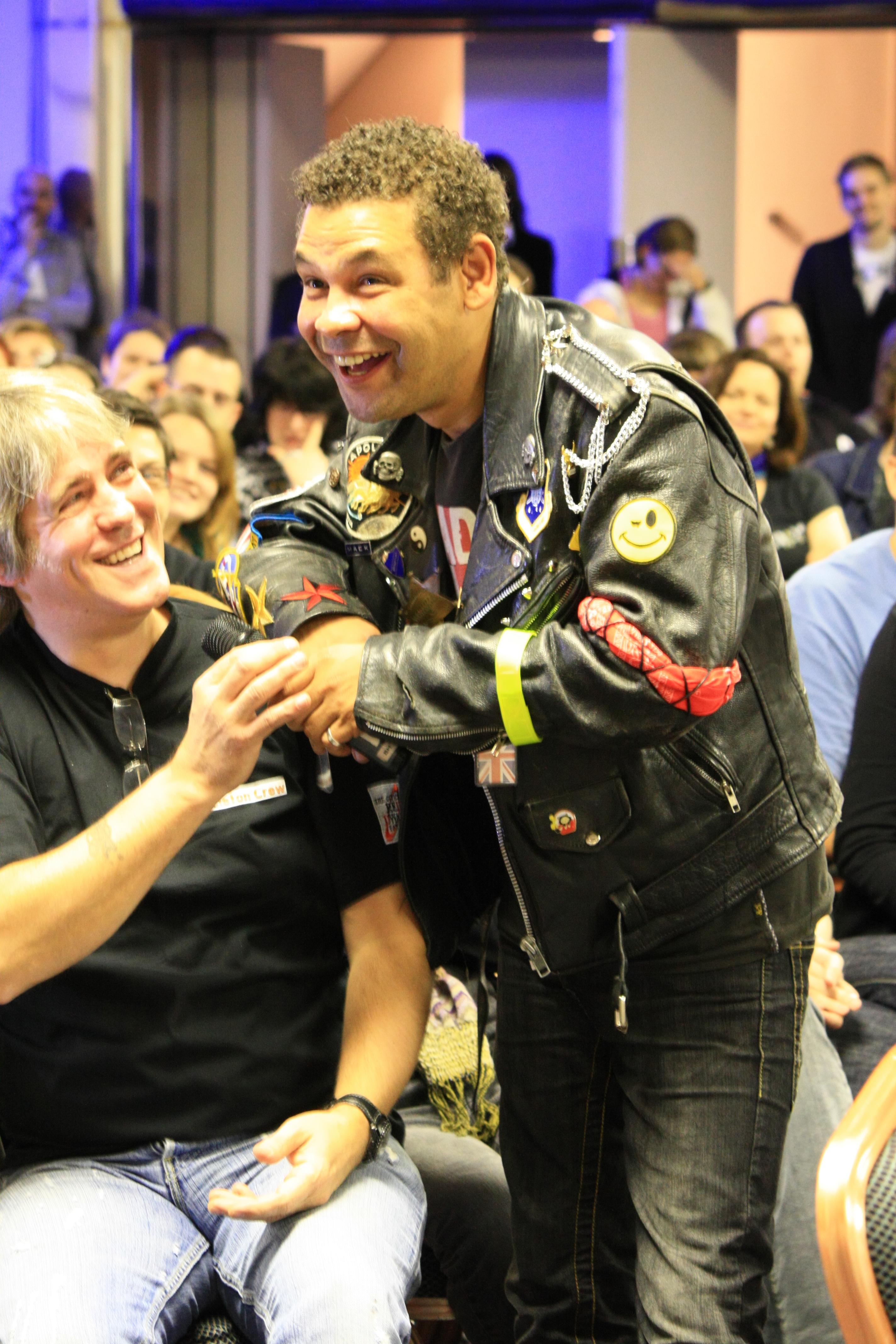
Craig Charles, intérprete de Dave Lister, luciendo una réplica de la chaqueta de su personaje hecha por un fan

David Lister es un personaje de ficción de la serie británica Enano Rojo, interpretado por Craig Charles. Lister es el último ser humano vivo a bordo de una nave espacial tras hibernar durante tres millones de años. Junto con el resto de la tripulación (un ser evolucionado del gato, un holograma y el ordenador de la nave) viaja con la idea de regresar a la Tierra. Durante su viaje se unen a la tripulación un androide y un ser humano procedente de un universo paralelo.

## Inicios
Dave Lister fue encontrado en una caja de cartón bajo una mesa de billar en un pub de Liverpool en el año 2155. En la caja estaba escrita la palabra Ouroboros. Se estima que tenía 6 semanas cuando fue encontrado y su cumpleaños oficial es el 14 de octubre. Davis fue adoptado, pero su padre murió cuando él tenía 6 años. Su madre adoptiva murió poco después, por lo que fue criado por su abuela.
Sufre claustrofobia desde que el marido de una compañera de trabajo descubrió a ambos manteniendo relaciones sexuales en el supermercado donde trabajaban. El marido lo secuestró y encerró en una caja hasta que lo liberó desnudo en medio de una función de teatro. A los 17 años formó una banda de música denominada Smeg and the heads.
A los 25 años se emborrachó en su fiesta de cumpleaños despertando sin dinero en una de las lunas de Saturno. Tras 6 meses tratando de buscarse la vida embarca en la nave Enano rojo como técnico de la clase más baja con la idea de regresar a la Tierra.

## Enano Rojo
Lister es el miembro de la tripulación menos cualificado de los 1169 tripulanes de la nave, quedando a las órdenes de Arnold Rimmer. Se encarga del mantenimiento básico de la nave con poco entusiasmo. En una de las paradas de la nave introduce clandestinamente una gata preñada. Es descubierto al revelar dentro de la nave unas fotos con la gata. Al no entregarla al capitán es castigado a permanecer hibernando durante un largo período. Mientras hiberna se produce un escape radiactivo en la nave y la computadora, Holly decide mantenerle hibernando hasta que los últimos rastros de radiación desaparecen, lo que ocurre tres millones de años después.
Siendo el último ser humano vivo, coincide en la nave con un holograma de su superior, Rimmer (según Holly, es el más indicado para mantenerlo cuerdo), un ser que ha evolucionado del gato, llamado Gato y con la misma computadora.
Durante su viaje de regreso a la Tierra vive diversas aventuras, incluyendo viajes en el tiempo, luchas con polimorfos o seres que se alimentan de emociones, y conoce personas de otros universos paralelos (quedándose preñado en uno de ellos). En dichos viajes reclutan a un androide llamado Kryten al que enseña a romper su código de comportamiento y tras perder a Rimmer se encuentra con su exnovia, Kristine Kochanski que en universo paralelo sigue siendo la pareja sentimental de su alter ego.

## Personalidad
Aficionado a los deportes, la cerveza y el curry, sus hábitos no son muy saludables. A pesar de su sarcástica personalidad y sus desagradables manías se enfrenta con valor y lealtad a los desafíos a los que se enfrenta
Cree saber tocar la guitarra y es un experto jugador de billar (en una ocasión tiene que hacer una carambola con planetas)
- Datos: Q3489077